# 井野村 (島根県)
井野村（いのむら）は、島根県那賀郡にあった村。現在の浜田市の一部にあたる。

## 地理
- 河川：三隅川、井川川、大谷川、石浦川、大口川[1]
- 山岳：大麻山[2]

## 歴史
- 1889年（明治22年）4月1日、町村制の施行により、那賀郡井野村、室谷村が合併して村制施行し、井野村が発足[1][3]。
- 1919年（大正8年）4月1日 - 那賀郡芦谷村と合併し井野村が存続[1][3]。
- 1955年（昭和30年）4月1日 - 井野村を二分割し、大字井野字羽原を除く地域と那賀郡三隅町、黒沢村、岡見村、三保村、大麻村（一部、字折居の一部・東平原の大部分）が合併して三隅町が存続し、大字井野字羽原が浜田市に編入され廃止[1][3]。

### 地名の由来
石見権之介が当地に居住し、その住井村ということで今井野村とされた。

## 産業
- 農業、製紙業[1]。

## 名所・旧跡
- 大麻山神社[2]

## 著名な出身者
- 三浦義武